# Episodi di X-Files (undicesima stagione)
L'undicesima e ultima stagione della serie televisiva X-Files è stata trasmessa negli Stati Uniti per la prima volta dall'emittente Fox dal 3 gennaio al 21 marzo 2018.
In Italia è andata in onda in prima visione su Fox, canale a pagamento della piattaforma satellitare Sky, dal 29 gennaio al 2 aprile 2018.
| nº | Titolo originale               | Titolo italiano        | Prima TV USA     | Prima TV Italia  |
| -- | ------------------------------ | ---------------------- | ---------------- | ---------------- |
| 1  | My Struggle III                | Memorie dal futuro     | 3 gennaio 2018   | 29 gennaio 2018  |
| 2  | This                           | Simulazione            | 10 gennaio 2018  | 5 febbraio 2018  |
| 3  | Plus One                       | Doppioni               | 17 gennaio 2018  | 12 febbraio 2018 |
| 4  | The Lost Art of Forehead Sweat | L'effetto Mandela      | 24 gennaio 2018  | 19 febbraio 2018 |
| 5  | Ghouli                         | Ghouli                 | 31 gennaio 2018  | 26 febbraio 2018 |
| 6  | Kitten                         | Kitten                 | 7 febbraio 2018  | 5 marzo 2018     |
| 7  | Rm9sbG93ZXJz                   | IA                     | 28 febbraio 2018 | 12 marzo 2018    |
| 8  | Familiar                       | Caccia alle streghe    | 7 marzo 2018     | 19 marzo 2018    |
| 9  | Nothing Lasts Forever          | Niente dura per sempre | 14 marzo 2018    | 26 marzo 2018    |
| 10 | My Struggle IV                 | Il figlio perduto      | 21 marzo 2018    | 2 aprile 2018    |

## Memorie dal futuro
- Titolo originale: My Struggle III
- Diretto da: Chris Carter
- Scritto da: Chris Carter

### Trama
Scully viene ricoverata in ospedale dopo un attacco causato da una visione del futuro che coinvolge William, il figlio avuto insieme a Mulder. Quest'ultimo si propone di investigare, incrociando inavvertitamente percorsi con ex membri del Consorzio, il signor Y ed Erika Price, la cui missione è colonizzare l'universo. Walter Skinner viene avvicinato da Monica Reyes e dall'uomo che fuma, che gli offre protezione contro il virus alieno in suo possesso, ma Skinner sembra interessato solo ad aiutare Mulder e Scully. L'uomo che fuma rivela di aver generato William abbinando il suo DNA a quello alieno, e ingravidando Scully.
- Guest star: William B. Davis (Uomo che fuma), Annabeth Gish (Monica Reyes), Chris Owens (Jeffrey Spender), AC Peterson (sig. Y), Barbara Hershey (Erika Price), Robbie Amell (agente Miller), Lauren Ambrose (agente Einstein), Anjali Jay (dott. Joyet).
- Ascolti USA: telespettatori 5 150 000 – share 18-49 anni 5%[5]

## Simulazione
- Titolo originale: This
- Diretto da: Glen Morgan
- Scritto da: Glen Morgan

### Trama
Mulder e Scully vengono contattati, attraverso lo smartphone di Mulder, dalla coscienza virtuale di Richard Langly, che fa parte di una simulazione dell'NSA progettata per prendere vita quando i partecipanti muoiono. Langly chiede ai suoi amici di porre termine al programma di simulazione, perché al suo interno le entità sono diventate dei veri e propri schiavi digitali al servizio dell'NSA. Mulder scopre che la responsabile del progetto è Erika Price. Mulder cerca di guadagnare un po' di tempo con le guardie che sono a protezione del progetto, in modo da permettere a Scully di spegnere i server della simulazione. In seguito i due agenti tornano sul luogo accompagnati da una squadra dell'FBI incaricata di svolgere delle indagini sulla questione, ma non troveranno che delle stanze vuote e nessuna traccia delle apparecchiature. Nel finale, i due agenti sono nuovamente contattati dalla coscienza di Langly che li prega di eliminare il backup del programma che l'NSA è riuscito a fare prima che Scully spegnesse i server.
- Guest star: Dean Haglund (Richard 'Ringo' Langly), Barbara Hershey (Erika Price), Andrew Roshkov (comandante Al), Dejan Loyola (agente Colquitt).
- Ascolti USA: telespettatori 3 950 000 – share 18-49 anni 4%[6]

## Doppioni
- Titolo originale: Plus One
- Diretto da: Kevin Hooks
- Scritto da: Chris Carter

### Trama
Indagando su una serie di omicidi, che sembrano essere stati compiuti dai sosia delle vittime, Mulder e Scully fanno conoscenza di due fratelli: uno (Chucky Poundstone) è il secondino del carcere dove si è consumato l'ultimo omicidio, l'altra (Judy) è una donna ricoverata in un ospedale psichiatrico. Essi giocano telepaticamente all'impiccato coi nomi delle vittime che, da quel momento, cominciano a essere perseguitati dai loro sosia (in realtà, si tratta di proiezioni psichiche generate dalle capacità mentali dei fratelli), finché, una volta completato il nome, vengono uccise. Messi alle strette, i due fratelli giocano coi nomi di Scully e Mulder, ma finiscono per litigare; così cominciano a giocare coi loro stessi nomi, uccidendosi a vicenda. Tornati in hotel, nella scena finale, si intuisce che Mulder e Scully passeranno per la prima volta una notte d'amore.
- Guest star: Karin Konoval (Judy e Chucky Poundstone), Benjamin Wilkinson (Dean Cavalier), Jared Ager-Foster (Arkie Seavers), Lossen Chambers (infermiera Peggy Easton), Alison Araya (infermiera Vickie Easton), Denise Dowse (dott.ssa Babsi Russel).
- Ascolti USA: telespettatori 3 950 000 – share 18-49 anni 4%[7]

## L'effetto Mandela
- Titolo originale: The Lost Art of Forehead Sweat
- Diretto da: Darin Morgan
- Scritto da: Darin Morgan

### Trama
Nel parcheggio dell'FBI, Mulder e Scully vengono avvicinati da Reggie Something, un loro collega che li informa di alcuni esperimenti di oblio collettivo indotto, iniziati negli anni Settanta dal governo statunitense e condotti dal Dr. Lui (They in lingua originale) con lo scopo di eliminare, dalla mente di grandi masse di persone, episodi che il governo riteneva imbarazzanti o che, comunque, dovevano restare segreti, in particolare il ritrovamento di un alieno su Grenada immediatamente prima dell'operazione Urgent Fury nel 1983. Lo stesso Reggie dice di aver collaborato da sempre con Mulder e Scully, che, appunto, non si ricorderebbero più niente. Mulder viene contattato dal Dr. Lui che nega tutto, nonostante ammetta di aver da sempre lavorato su progetti simili. Alla fine si scopre che Reggie è un dipendente di un'agenzia governativa recentemente ricoverato per esaurimento nervoso, per cui viene creduto pazzo e portato via da un'ambulanza. Alla vista dei dottori che portano via il paziente, Skinner chiede a Mulder e Scully dove stiano portando l'uomo, chiamandolo proprio Reggie: ciò lascia i due agenti con nuovi dubbi riguardo alla veridicità delle sue dichiarazioni.
- Guest star: Brian Huskey (Reggie Something), Stuart Margolin (dott. Lui), Dan Zukovic (Martin), Bill Dow (Pangborn).
- Ascolti USA: telespettatori 3 870 000 – share 18-49 anni 4%[8]

## Ghouli
- Titolo originale: Ghouli
- Diretto da: James Wong
- Scritto da: James Wong

### Trama
Due ragazze si feriscono gravemente credendo di combattere contro un mostro; interrogate da Mulder e Scully, raccontano di aver fatto uno strano sogno, lo stesso che anche Dana sta facendo. Le due non hanno niente in comune, se non il fidanzato, Jackson Van de Kamp. Arrivati a casa del ragazzo per interrogarlo, Dana e Fox lo trovano morto suicida, all'apparenza dopo aver sparato ai genitori. Dana, dopo aver eseguito il test del DNA, scopre che si tratta di William, il figlio che ha dato in adozione quindici anni prima. Andando a dargli l'estremo saluto, scopre che il suo cadavere è sparito. In realtà, il ragazzo è capace di proiettare nelle menti altrui visioni che distorcono la realtà. Gli agenti della National Secutiry lo stanno braccando: sono loro che hanno ucciso i suoi genitori adottivi, mentre Jackson si è solo finto morto. Il ragazzo riesce a fuggire, rimettendosi in contatto telepatico con la madre, che, quindi, si sente in dovere di continuare a cercarlo.
- Guest star: William B. Davis (Uomo che fuma), Miles Robbins (Jackson Van De Kamp), Sarah Jeffery (Brianna Stapleton), Madeleine Arthur (Sarah Arthur), Louis Ferreira (detective Costa).
- Ascolti USA: telespettatori 3 640 000 – share 18-49 anni 3%[9]

## Kitten
- Titolo originale: Kitten
- Diretto da: Carol Banker
- Scritto da: Gabe Rotter

### Trama
Dana e Fox sono convocati dal vice-direttore Kersh in merito alla sparizione di Skinner. Nel corso delle indagini, i due agenti, che temono che il loro superiore si sia alleato con l'uomo che fuma, arrivano in una sperduta cittadina dove vivono alcuni ex commilitoni di Walter ai tempi della guerra del Vietnam. Uno di loro, Kitten, è stato esposto a un gas sperimentale, diventando un soldato sanguinario; gli esperimenti sono continuati su di lui anche dopo il congedo. L'uomo, finalmente, è morto in un ospedale psichiatrico. Il figlio, Davey James, è deciso a vendicare il padre, attirando in trappole vietcong disseminate nel bosco tutti quelli che crede responsabili della pazzia del padre, fra cui Skinner. Mulder e Scully salvano quest'ultimo, che conferma la sua lealtà nei confronti dei due agenti (motivo per cui non ha fatto carriera all'interno dell'FBI).
- Guest star: Haley Joel Osment (Davey James), Cory Rempel (Walter Skinner da giovane), Jovan Nenadic (John "Kitten" James), Brendan Patrick Connor (sceriffo Mac Stenzler), James Pickens Jr. (Alvin Kersh), Jeremy Jones (sergente).
- Ascolti USA: telespettatori 3 740 000 – share 18-49 anni 4%[10]

## IA
- Titolo originale: Rm9sbG93ZXJz
- Diretto da: Glen Morgan
- Scritto da: Shannon Hamblin e Kristen Cloke

### Trama
Dopo una disastrosa cena in un ristorante di sushi interamente automatizzato, a cui Mulder rifiuta di dare una mancia elettronica, lui e Scully iniziano a subire la ribellione di tutti i dispositivi elettronici che facilitano la loro vita (cellulari, navigatori, computer, aspirapolveri, etc). Rincorsi e messi alle strette da un esercito di droni, sono costretti a rifugiarsi in una fabbrica dove vengono braccati da vari tipi di robot. Al momento del confronto con quello che sembra essere il robot al comando, i due agenti scoprono che il motivo della persecuzione è dovuto alla mancia che Mulder si è più volte rifiutato di lasciare al ristorante.
- Nota. La maggior parte della puntata è priva di dialoghi parlati, e soltanto l'ultima scena dell'episodio vede la presenza di esseri umani al di fuori dei due protagonisti.

- Guest star: Candus Churchill (Shirley).
- Ascolti USA: telespettatori 3 230 000 – share 18-49 anni 3%[11]

## Caccia alle streghe
- Titolo originale: Familiar
- Diretto da: Holly Dale
- Scritto da: Benjamin Van Allen

### Trama
Nel Connecticut un bambino muore inseguendo nel bosco una persona travestita da personaggio dei cartoni animati. Sebbene sembri un omicidio da parte di un maniaco, l'autopsia rivela che le cause della morte sono dovute all'attacco di un lupo. Indagando, Mulder scopre che il bosco fu teatro di una brutale caccia alle streghe nel XVI secolo, e che gli spiriti maligni che ancora aleggiano nella zona sono stati richiamati da una strega moderna (compreso il Cerbero che si crede abbia ucciso il bambino). I morti cominciano ad aumentare, Mulder e Scully trovano la strega proprio mentre sta spontaneamente bruciando, mettendo fine all'ondata di violenza.
- Guest star: Alex Carter (capo Strong), Erin Chambers (Anna Strong), Jason Gray-Stanford (agente Eggers), Roger Cross (agente Wentworth), Ken Godmere (Melvin Peter), Sharon Taylor (Diana Eggers), Sebastian Billingsley-Rodriguez (Andrew Eggers), Sean Campbell (agente Sean), Emma Oliver (Emily Strong).
- Ascolti USA: telespettatori 3 460 000 – share 18-49 anni 4%[12]

## Niente dura per sempre
- Titolo originale: Nothing Lasts Forever
- Diretto da: James Wong
- Scritto da: Karen Nielsen

### Trama
Indagando su un traffico d'organi, Mulder e Scully si imbattono in una setta al cui comando c'è Barbara Beaumont, attrice di 85 anni che però ne dimostra 30. L'attrice si mantiene giovane bevendo sangue e mangiando organi che gli adepti della sua setta le offrono. A questo si aggiunge un parente di una adepta che cerca vendetta per il rapimento della sorella.
- Guest star: Fiona Vroom (Barbara Beaumont/Sitcom Barbara), Jere Burns (dott. Randolph Luvenis), Carlena Britch (Juliet 'La Avispa' Bocanegra), Micaela Aquilera (Olivia Bocanegra), Fabiloa Colmenero (Josephine Bocanegra), Aidan Kahn (agente Colquitt), Albert Nicholas (agente Bill Bludworth).
- Ascolti USA: telespettatori 3 010 000 – share 18-49 anni 3%[13]

## Il figlio perduto
- Titolo originale: My Struggle IV
- Diretto da: Chris Carter
- Scritto da: Chris Carter

### Trama
L'episodio si apre ripercorrendo la storia di Jackson Van De Kamp ossia William, il figlio di Scully, nato da un esperimento portato avanti dall'uomo che fuma: questo, oltre a tutta una serie di superpoteri, possiede la capacità di salvare l'umanità dalla pandemia aliena, di cui Scully ha avuto avvisaglie in sogno. Kersh intima a Skinner di radiare Mulder e Scully, a causa di alcune dichiarazioni rilasciate a Tad O'Malley circa l'epidemia. I due, in realtà, sono alla ricerca del figlio: sviato da Monica, Mulder arriva a una base militare in cui è tenuta una navicella aliena. A capo della base vi è Mr. Y, che viene ucciso da Mulder. Rintracciato nuovamente William, Mulder assiste anche all'esplosione dei corpi di Erika Price e dei suoi uomini a opera di William. Skinner e Scully raggiungono Mulder in una fabbrica dove sta inseguendo William che, per non essere raggiunto, si trasforma in Mulder. Skinner uccide Reyes, ma è investito dall'Uomo che Fuma rimanendo anche lui ucciso. L'Uomo che Fuma spara a Mulder (che in realtà è William che si è trasformato per trarlo in inganno e salvare così suo padre) che cade in acqua, ma il vero Mulder sopraggiunge e spara all'Uomo che fuma, uccidendolo. Mulder è disperato per il fatto di aver perso suo figlio; pochi istanti dopo Scully lo mette al corrente di essere nuovamente incinta, questa volta di lui. Nella scena finale si vede William riemergere vivo dalle acque.
- Guest star: William B. Davis (Uomo che fuma), Miles Robbins (William/Jackson Van De Kamp), Annabeth Gish (Monica Reyes), James Pickens Jr. (Alvin Kersh), Joel McHale (Tad O'Malley), Barbara Hershey (Erika Price), AC Peterson (sig. Y), Sarah Jeffery (Brianna Stapleton), Madeleine Arthur (Sarah Arthur), West Duchovny (Maddy).
- Ascolti USA: telespettatori 3 430 000 – share 18-49 anni 3%[14]